# Gerard Schurmann
Pour les articles homonymes, voir Schurmann.
Eduard Gerard Schurmann, né le 19 janvier 1924 à Kertosono sur l'île de Java (Indes orientales néerlandaises) et mort le 24 mars 2020 à Hollywood Hills (Los Angeles),, est un compositeur et chef d'orchestre néerlando-britannique. 

## Biographie
Gerard Schurmann vivait aux États-Unis depuis 1981. Il a composé des concertos, de la musique de chambre et des musiques de film.
Gerard Schumann était le voisin et l'ami de Francis Bacon.

## Musique de film
Gerard Schurmann a composé la musique des films suivants :
- 1956 : The Long Arm
- 1957 : Flammes dans le ciel (The Man in the Sky)
- 1958 : The Camp on Blood Island
- 1959 : Crimes au musée des horreurs (Horrors of the Black Museum)
- 1960 : Cone of Silence
- 1961 : Konga
- 1963 : The Ceremony
- 1965 : Aux postes de combat
- 1968 : Le Peuple des abîmes
- 1968 : Attaque sur le mur de l'Atlantique (Attack on the Iron Coast)
- 1984 : Claretta
- 1997 : Le Joueur (The Gambler)

Gerard Schurmann a également réalisé l’orchestration de la musique du film Lawrence d'Arabie.

## Discographie
- Chandos a publié deux CD :
  - Concerto for Orchestra et Violon Concerto (dirigé par le compositeur) ;
  - Six Studies of Francis Bacon et Variants for Small Orchestra (dirigé par le compositeur), 1997.
- Toccata Classics a publié quatre CD :
  - Music for Violin and Piano ;
  - Chamber Music, Vol. 2 ;
  - Chamber Music, Vol. 3 ;
  - Chamber and Instrumental Music and Songs, Vol. 4.